# Richard Sedley Assonne
Sedley Richard Assonne, né le 7 octobre 1961 aux Salines à Port-Louis, est un poète et écrivain mauricien.

## Biographie
Il est également journaliste et a travaillé pendant onze ans à L'Express, trois ans a Le Matinal,un an a Le  Dimanche et  onze ans a la   Mauritius Broadcasting Corporation. Il a servi comme attaché de presse du ministre de la Sécurité sociale Samioullah Lauthan, dans le gouvernement MSM/MMM, d'octobre 2002 à juillet 2005.Il est presentement le redacteur-en-chef du journal en ligne Mazavaroo,depuis Mars 2022.
Passionné du jeu d'échecs, il a écrit une nouvelle, Le joueur d'échecs. Il compte de nombreux articles dans la presse mauricienne. Il a été vice-président de l'Association des journalistes de l'île Maurice et  a présidé l'Association des gens de presse.
Il a  réalise deux émissions : Portrait d'artiste et Metissages, et plusieurs autres, à la MBC.
Il habite à La Caverne à Vacoas.